# أحمد حبوش
أحمد صالح حبوش (مواليد 24 ديسمبر 1991) لاعب كرة قدم إماراتي يجيد اللعب في الوسط.

## مسيرة اللاعب
لعب في نادي بني ياس ونادي دبا الفجيرة ونادي خورفكان ونادي العروبة ونادي الجزيرة الحمراء.

## روابط خارجية
- أحمد حبوش على موقع Soccerway.com (الإنجليزية)